# El Talar (Buenos Aires)
El Talar is een plaats in het Argentijnse bestuurlijke gebied Tigre in de provincie Buenos Aires. De plaats telt 43.420 inwoners.